# 阿德里安·博尔特
阿德里安·锡德里克·博尔特爵士，CH（英語：Sir Adrian Cedric Boult，又译鲍尔特，1889年4月8日—1983年2月22日），英国指挥家。

## 简介
博尔特生于柴郡切斯特一个富裕的商人家庭，在英国和德国莱比锡学习音乐。早年指挥皇家歌剧院和谢尔盖·达基列夫的芭蕾舞团。1924年任职伯明翰市立乐团指挥，1930年被英国广播公司任命为音乐总监，后建立BBC交响乐团并成为其首席指挥。1950年到达退休年龄后，博尔特被迫从BBC离职，后转任伦敦爱乐乐团首席指挥直至1957年。在指挥生涯的后期，博尔特与伦敦交响乐团、爱乐管弦乐团、皇家爱乐乐团及BBC交响乐团等知名乐团均有合作，但他主要指挥伦敦爱乐乐团并与之举行演出及录音至1978年。
博尔特以支持英国音乐而闻名，他与埃尔加、霍尔斯特、沃恩·威廉斯是密友，曾首演霍尔斯特的《行星组曲》、沃恩·威廉斯的《田园交响曲》和第4、第6交响曲、布利斯的《弦乐的音乐》、蒂皮特的第2交响曲等英国作曲家作品。在BBC工作期间，他也指挥过巴托克、贝尔格、斯特拉文斯基、勋伯格和韦伯恩等外国作曲家的作品。从20世纪60年代中期到1978年退休期间，他为EMI录制了大量的唱片。除留下了一系列经典唱片外，他还影响了科林·戴维斯、弗农·汉德利等后世著名指挥家。